# 14-я дивизия подводных лодок
14-я дивизия подводных лодок — дивизия подводных сил Черноморского флота ВМФ Вооружённых Сил СССР, существовавшая в период с 1967 года по 1994 год.

## История

### В ВМФ СССР
14-я дивизия была сформирована 30 марта 1967 года на основании директив Генерального штаба ВС СССР, от 28 декабря 1966 года, и Главного штаба ВМФ, от 26 января 1967 года, в составе управления, 153-й (с базированием на Южную бухту Севастополя), 155-й и 27-й бригад (с базированием на Балаклаву) и 381-го дивизиона (с базированием на Феодосию); подчинялась непосредственно командующему Черноморским флотом. 
Дивизия базировалась в трёх военно-морских базах Крыма, на момент формирования имела в своём составе 47 подводных лодок (из них больших — 1, средних — 34, малых — 12) с суммарным торпедным залпом по морским и береговым целям — более 400 торпед. Шесть ПЛ проектов 644, 665 и 651 (С-69, С-158, С-162, С-164, Б-67, Б-318) были оборудованы крылатыми ракетами П-5. 
Штаб дивизии находился в Балаклаве, там же на объекте К-825 находился защищённый командный пункт дивизии с узлом специальной связи.
С 1969 года подводные лодки дивизии на постоянной основе несли боевые службы в Чёрном море (на каждую из них выходила 1 ракетная и 1 торпедная ПЛ). За 1969 году на боевую службу вышло восемь подводных лодок, в следующем одиннадцать. Далее до 1975 года на боевой службе в Чёрном море ежегодно находилось десять-одиннадцать подводных лодок. Так как ракетных лодок для несения постоянной боевой службы не хватало, на боевых дежурствах они находились дольше, чем торпедные лодки.
К началу 1990 года в составе дивизии находилось около 40 ПЛ различных типов.

### В ВМФ России
14-я дивизия подводных лодок была расформирована 15 декабря 1994 года согласно директиве начальника Главного штаба ВМФ, от 9 июля 1994 года. При окончательном разделе Черноморского флота в 1997 году ВМС Украины из ПЛ дивизии отошла Б-435, с 1997 U01 «Запоріжжя». Все остальные ПЛ достались ВМФ РФ. Большое количество оказалось списано и утилизировано. 
За 27 лет существования соединения через дивизию кораблей прошли со своими командирами и экипажами 106 подводных лодок постоянного и 24 подводные лодки переменного состава (Северного флота). В постоянном составе находилось 54 пл, проекта 613, 11 проекта 633, 12 проекта А615, 10 проекта 641, 2 проекта 641Б, 4 проекта 644, 3 проекта 690, по 2 проекта 640 и 651, по 1 подводной лодке проектов 665, 611АВ, 619, 1710, 1840, 877В. В переменном составе находилось 16 лодок проекта 641Б и 8 лодок проекта 877, построенных для Северного флота.

## Система базирования
- 27-я бригада (Балаклава, Феодосия с 1970);
- 153-я отдельная Краснознамённая бригада (Севастополь, Южная бухта)
- 155-я бригада (Балаклава);
- 381-й дивизион (Феодосия, Балаклава с 1970 по 1984 год до расформирования);
- 131-й дивизион (Одесса с марта 1975);
- 475-й дивизион (Феодосия с июля 1984);
- 458-я береговая база.

### Списочный состав 14-й дивизии подводных лодок Черноморского флота (1990)
| №  | Проект             | Наименование ПЛ                                               | Соединение  | На 2010 г.                    | Примечание |
| -- | ------------------ | ------------------------------------------------------------- | ----------- | ----------------------------- | --- |
| 1  | пр. 877 «Палтус»   | Б-177, с 12.2000 «Липецк»                                     | 153-я брПЛ  | В составе Северного флота     | 1989 г. — достройка в Севастополе. В строй — 1991 г. В 1992 г. — перешла на СФ. |
| 2  | пр. 877 «Палтус»   | Б-459 с 02.08.1997 «Владикавказ»                              | 153-я брПЛ  | В составе Северного флота     | 1990 г. — достройка в Севастополе. В строй — 1990 г. В 1990 г. — перешла на СФ. |
| 3  | пр. 877 «Палтус»   | Б-471, с 06.2001 «Магнитогорск»                               | 153-я брПЛ  | В составе Северного флота     | В строй — 1990 г. В 1990 г. — перешла на СФ. В 1994 — участвовала в съёмках к/ф «72 метра». |
| 4  | пр. 877 «Палтус»   | Б-800 «Вологодский комсомолец», с 31.05.2003 «Калуга»         | 153-я брПЛ  | В составе Северного флота     | В строй — 1989 г. В 1989 г. — перешла на СФ. |
| 5  | пр. 877В «Палтус»  | Б-871, с 19.09.1997 "АЛРОСА»                                  | 153-я брПЛ  | В составе Черноморского флота | В строй — 1990 г. 13.03.1992 г. — попытка захвата украинским флотом. 1996 г. — введена в состав сил постоянной готовности.12.07.1997 г. — поднят Андреевский флаг.1998-1999 — ремонт на СРЗ-13. В ноябре 2009 г. — авария и ремонт (в Новороссийске) двигательной установки. |
| 6  | пр. 690 «Кефаль»   | СС-226                                                        | 457-й однПЛ |                               | Лодка-мишень, для отработки задач ПЛО. В строй — 1968 г. ТОФ. 1969 — переход на ЧФ. 1997 — исключена из состава ВМФ.1999? — продана. |
| 7  | пр. 690 «Кефаль»   | СС-256                                                        | 457-й однПЛ |                               | Лодка-мишень, для отработки задач ПЛО. В строй — 1968 г. ТОФ. 1969 — переход на СФ. 1991- переход на ЧФ. 1997 — исключена из состава ВМФ. 1999? — продана. |
| 8  | пр. 690 «Кефаль»   | СС-310                                                        | 457-й однПЛ |                               | Лодка-мишень, для отработки задач ПЛО. В строй — 1970 г. ТОФ. После 1975, но ранее 1984 — переход на ЧФ. 1997 — исключена из состава ВМФ. 2000 — разоружена и передана Украине. 2001 г. — передана фонду «Славутич» для организации музея в г. Киев. 2003 г. — затонула у стенки в Херсоне. |
| 9  | пр. 651            | Б-67, до 25.07.1977 — К-67.                                   | 155-я брПЛ  |                               | В строй — 1967 г. СФ. 1981 — переход на ЧФ. 1982 — ремонт на Севморзаводе. 1994 — исключена из состава ВМФ. Разобрана в 1995 г. |
| 10 | пр. 651            | Б-318, до 25.07.1977 — К-318.                                 | 155-я брПЛ  |                               | В строй — 1968 г. СФ. 1982 — переход на ЧФ. 1991 — исключена из состава ВМФ. Разобрана в 1995 г. |
| 11 | пр. 641Б «Сом»     | Б-380 «Горьковский комсомолец», с 2008 «Святой князь Георгий» | 153-я брПЛ  | В составе Черноморского флота | В строй — 1982 г. ЧФ. С 1991 г. — «вечный» ремонт и модернизация. В 2020 году разделана на металл в Инкермане. |
| 12 | пр. 641            | Б-9                                                           | 153-я брПЛ  |                               | В строй — 1965 г. СФ. 1966 — переход на КБФ. 1974 — переход на СФ. 1991 — переход на КЧФ. Предназначалась для ВМС Украины, но за долги оставлена в ВМФ России. Нуждалась в ремонте. Разобрана в 1998 году. |
| 13 | пр. 641            | Б-36                                                          | 153-я брПЛ  |                               | В строй — 1959 г. СФ. 1962—1963 участвовала в операции «Кама» («Карибский» поход 4-х ДПЛ). 1967 — участие в ЭОН «Прилив-1». 1980—1981 — переход на ЧФ. 14.03.1986 — авария: взрыв торпеды, ремонт. 17.04.1986 — авария: объёмный пожар, 1 погибший, ремонт. 1990—1992 — признавалась отличной ПЛ. Разобрана в 1994 году. |
| 14 | пр. 641            | Б-41                                                          | 153-я брПЛ  |                               | В строй — 1966 г. СФ. 1985—1986 — переход на ЧФ. С 1991 г. ремонтировалась в Болгарии на заводе «Флотский арсенал» (порт Варна). 23.02.1994 — на ПЛ поднят Андреевский флаг. 15.04.1994 — торжественно спущен флаг, («…при сходе экипажей с подводных лодок многие целовали рубки и палубы любимых кораблей, некоторые со слезами в глазах. Болгарские рабочие с сочувствием наблюдали эту церемонию на пирсе.» Разобрана в 1994—1995 гг. году в заливе Али-ага, севернее Измира. |
| 15 | пр. 641            | Б-59                                                          | 153-я брПЛ  |                               | В строй — 1961 г. БФ. 1962 — переход на СФ. 1962—1963 участвовала в операции «Кама» («Карибский» поход 4-х ДПЛ). 1982 — капремонт в Кронштадте. 1989 — переход на ЧФ. Разобрана в 1991 году. |
| 16 | пр. 641            | Б-109                                                         | 153-я брПЛ  |                               | В строй — 1965 г. СФ. 1988 — переход на ЧФ. Сдана для разборки на металл в 1994 (1997?) году. |
| 17 | пр. 641            | Б-326, до 03.08.1977 г. — Б-116                               | 153-я брПЛ  |                               | В строй — 1966 г. СФ. ? — переход на ЧФ. С 1991? г. ремонтировалась в Болгарии на заводе «Флотский арсенал» (порт Варна). 15.04.1994 «Командиры подводных лодок (Б-41 и Б-326) организовали торжественный спуск военно-морских флагов России на возглавляемых ими кораблях…» Разобрана в 1994—1995 гг. году в заливе Али-ага, севернее Измира. |
| 18 | пр. 641            | Б-854, до 20.04.1970 Б-153(Б-143)?                            | 153-я брПЛ  |                               | В строй — 1965 г. (30.09.1961 г.?) СФ. В 80-х годах — переход на ЧФ. Исключена из состава ВМФ — 1992 г. Сдана для разборки на металл в 1994 году. |
| 19 | пр. 641            | Б-105                                                         | 153-я брПЛ  |                               | В строй — 1962 г. СФ. 1983—1988 г. — законсервирована. 1988 — расконсервирована, переход на ЧФ. 1988—1991 — капремонт в г. Горький. Разобрана в 1994 г. |
| 20 | пр. 641            | Б-435, с 1997 U01 Запоріжжя»                                  | 155-я брПЛ  |                               | В строй — 1970 г. СФ. 1979 — ремонт в Кронштадте. 1990 — переход на ЧФ. 1995—1996 — ремонт в Киленбухте. 1997 — передана Украине. С 1997—2010 г. — постоянный ремонт. |
| 21 | пр. 633            | С-37                                                          | 155-я брПЛ  |                               | В строй — 1960 г. ЧФ. 1965 — переход на СФ. 1982 — переход на ЧФ. 1985—1987 — капремонт и модернизация по теме «Герц-633». 1992 — исключена из состава ВМФ. Разобрана в 1994 г. |
| 22 | пр. 633            | УТС-350, до 1982 — СС-350, до 03.08.1977 — С-350              | 457-й однПЛ |                               | В строй — 1959 г. СФ. 16.01.1962 г. — авария, погибло 11 человек, затонула у пирса в г. Полярный. 1964—1966 — ремонт. 1966 — перешла на ЧФ. 1967—1969 — модернизация по пр. 633Л. 1982 — переоборудована в учебно-тренировочное судно (на берегу). В конце 90-х — разобрана на металл. |
| 23 | пр. 633            | С-128, с 26.07.1991 — СС-128.                                 | 457-й однПЛ |                               | В строй — 1960 г. СФ. 1977 — переход на ЧФ. 1978 — модернизация по пр. 633КС. Опытовая лодка — испытания крылатых ракет «Гранат». 1990 г. — ремонт на Севморзаводе. 1994 г. — разобрана на металл. |
| 24 | пр. 633            | С-11, с ??? СС-11                                             | 457-й однПЛ |                               | В строй — 1961 г. СФ. 1976 — переход на ЧФ. 1978—1982 — модернизация по пр. 633РВ. Опытовая лодка — испытания противолодочноых комплексов «Водопад» и «Ветер». 1992 г. — разобрана на металл. |
| 25 | пр. 633            | С-49, с 1991? СС-49, с 1995 ПЗС-50                            | 457-й однПЛ | В составе Черноморского флота | В строй — 1961 г. СФ. 1969 — переход на ЧФ. 1971—1972 — модернизация по пр. 633РВ. Опытовая лодка — испытания противолодочноых комплексов «Водопад» и «Ветер». 1977—1985 испытывала различные ракето-торпеды. 1986 г. — ремонт на Севморзаводе. 1995 г. — переоборудована в плавучую зарядовую станцию. |
| 26 | пр. 629, 619       | БС-153, до 03.08.1977 — К-153                                 | 155-я брПЛ  |                               | В строй — 1961 г. (пр. 629) СФ. 1975—1978 — модернизация по пр. 619 на Севмаше. Опытовая лодка — бросковые испытания ракеты Р-39. 1978 — переход на ЧФ. 1991 — исключена из состава ВМФ. |
| 27 | пр. 613            | С-376, с ? — УТС-187?                                         | 155-я брПЛ  |                               | В строй — 31.12.1956 г. ЧФ. Разобрана в 1994 г.(1993 г.)? |
| 28 | пр. 613            | С-384, с 20.03.91 — СС-384                                    | 155-я брПЛ  |                               | В строй — 30.11.1957 г. ЧФ. 1960 г. — модернизирована по пр.613Ц. 08.05.1966 — авария: возгорание торпеды. 1 погибший. За время службы выполнено 8 БС. 1983 г. — законсервирована. 1990 г. — расконсервирована, модернизация по пр. 61311. Исключена в 1994 г. |
| 29 | пр. 613            | РЗС-63, до ??? — С-282.                                       | 155-я брПЛ  |                               | В строй — 25.10.1955 г. ЧФ. Рейдовая зарядовая станция. ? — списана. |
| 30 | пр. 613            | С-74                                                          | 457-й однПЛ |                               | В строй — 24.11.1953 г. ЧФ. В ходе службы была модернизирована по пр. 613В. За время службы выполнено 11 БС. На 1990 г. — законсервирована. В 1991 году отправлена на слом. |
| 31 | пр. 613            | С-100                                                         | 457-й однПЛ |                               | В строй — 1954 г. ЧФ. В ходе службы была модернизирована по пр. 613В. На 1990 г. — законсервирована. В 1991 году отправлена на слом. |
| 32 | пр. 613            | С-197                                                         | 457-й однПЛ |                               | В строй — 01.04.1955 г. ЧФ. В ходе службы была модернизирована по пр. 613В. На 1990 г. — законсервирована. В 1991 году отправлена на слом. |
| 33 | пр. 613            | С-287                                                         | 457-й однПЛ |                               | В строй — 31.12.1955 г. ЧФ. На 1990 г. — законсервирована. В 1991 году отправлена на слом. |
| 34 | пр. 613            | С-296                                                         | 457-й однПЛ |                               | В строй — 30.06.1956 г. Кфл. 1956 — переход на СФ. 1973 — переход на ЧФ. 1981 г. — ремонт в Варне («Флотский Арсенал»). 1985 г. — авария: на стоящую у причала С-296 навалился «ПКА-476». 1986 г. — ремонт в Балаклаве. 1990 г. — исключена из состава ВМФ. В 1991 году отправлена на слом в Турцию. |
| 35 | пр. 613            | С-379                                                         | 457-й однПЛ |                               | В строй — 29.04.1957 г. ЧФ. На 1990 г. — законсервирована. В 1991 году отправлена на слом. |
| 36 | пр. 613            | С-70                                                          | 131-я дПЛ   |                               | В строй — 12.04.53 г. ЧФ. 1954 г. — переоборудована по проекту 613В. За время службы выполнено 9 БС. 1957 г. — авария: столкновение с С-65, ремонт. 1978 г. — авария: во время ремонта на СРЗ-13 столкновение с ТЩ БТ-259. 15.11.1988 г. — авария: коснулась грунта на выходе из Балаклавской бухты. Списана в 1989 г. Разобрана в 1992 году? |
| 37 | пр. 613            | С-96                                                          | 131-я дПЛ   |                               | В строй — 1953 г. ЧФ. В 1991 году отправлена на слом. |
| 38 | пр. 613            | С-185                                                         | 131-я дПЛ   |                               | В строй — 20.12.1954 г. В ходе службы была модернизирована по пр. 613В. В 1991 году отправлена на слом? |
| 39 | пр. 613            | С-76                                                          | 131-я дПЛ   |                               | В строй — 31.12.1953 г. ЧФ. В ходе службы была модернизирована по пр. 613В. В 1991 году отправлена на слом. |
| 40 | пр. 613            | С-172                                                         | 131-я дПЛ   |                               | В строй — 1953 г. ЧФ. В ходе службы была модернизирована по пр. 613В. Списана до 1990 г.? В 1991 году отправлена на слом. |
| 41 | пр. 613            | С-230                                                         | 131-я дПЛ   |                               | В строй — 29.09.1955 г. ЧФ. Списана до 1990 г.? В 1991 году отправлена на слом. |
| 42 | пр. 613            | С-234                                                         | 131-я дПЛ   |                               | В строй — 16.12.1955 г. ЧФ. Списана до 1990 г.? В 1991 году отправлена на слом. |
| 43 | пр. 613            | С-339                                                         | 131-я дПЛ   |                               | В строй — 31.07.1956 г. ЧФ. Списана до 1990 г.? В 1991 году отправлена на слом. |
| 44 | пр. 613            | С-344                                                         | 131-я дПЛ   |                               | В строй — 24.09.1956 г. ЧФ. Списана до 1990 г.? В 1991 году отправлена на слом? |
| 45 | пр. 613            | С-383                                                         | 131-я дПЛ   |                               | В строй — 28.08.1957 г. ЧФ. Списана до 1990 г.? В 1991 году отправлена на слом. |
| 46 | пр. 1840           | БС-555                                                        | 155-я брПЛ  |                               | Опытовая лодка — подводная база-лаборатория. В строй — 1980 г. ЧФ. С 1980—1989 на ПЛ проводилось множество экспериментов. В 1989 г. — отправлена на ремонт и модернизацию по пр. 18401 в Ленинград. В 1994 году разбиралась на металл из-за отсутствия средств на её модернизацию. |
| 47 | пр. 1710 «Макрель» | СС-533                                                        | 155-я брПЛ  |                               | Опытовая лодка — гидродинамические исследования. В строй — 1987 г. ЧФ. 1988—1997 г. — многочисленные испытания и эксперименты. 06-07.2002 г. разобрана на металл. |

## Командный состав

### Командиры
- контр-адмирал Лазарев, Георгий Васильевич (1967—1970);
- контр-адмирал Герасимов, Владимир Иванович (1970—1973);
- контр-адмирал Кобельский, Леонид Иванович (1973—1976);
- контр-адмирал Алексеев, Станислав Георгиевич (1976—1984);
- контр-адмирал Кравченко, Виктор Андреевич (1984—1988);
- контр-адмирал Погорелов, Фёдор Иванович (1988 — декабрь 1994).

### Начальники штаба
- капитан 1 ранга Синельников, Валентин Иванович (1967—1970);
- капитан 1 ранга Кобельский, Леонид Иванович (1970—1973);
- капитан 1 ранга Алексеев, Станислав Георгиевич (1973—1976);
- капитан 1 ранга Рябинин, Игорь Иванович (1976—1980);
- капитан 1 ранга Сиваш, Леонид Иванович (1980—1984);
- капитан 1 ранга Евстафьев, Альберт Мефодьевич (1984—1988);
- капитан 1 ранга Рогулёв, Леонид Гаврилович (1988—1994).

### Заместители командира
- капитан 1 ранга Кравченко, Виктор Андреевич (1984—1984);
- капитан 1 ранга Погорелов, Фёдор Иванович (1984—1988);
- капитан 1 ранга Лупаков, Евгений Александрович (1988—1991);
- капитан 1 ранга Жучков, Владимир Прокофьевич (1991—1994).

### Начальники политотдела
- Капитан 1 ранга Харитонов, Виктор Николаевич (1967—1972);
- Капитан 1 ранга Корниенко Анатолий Иванович
- Капитан 1 ранга Семилетенко Владимир Григорьевич
- Капитан 1 ранга Колинько Валентин Антонович
- Капитан 1 ранга Клочков Александр Александрович
- Капитан 1 ранга Логвинов Александр Павлович
- Капитан 1 ранга Тулаев Николай Владимирович
- Капитан 1 ранга Филатов Вячеслав Константинович